# Nanakuli
Nanakuli é uma Região censo-designada localizada no estado americano do Havaí, no Condado de Honolulu.

## Demografia
Segundo o censo americano de 2000, a sua população era de 10.814 habitantes.

## Geografia
De acordo com o United States Census Bureau tem uma área de 14,9 km², dos quais 6,5 km² cobertos por terra e 8,4 km² cobertos por água.

## Localidades na vizinhança
O diagrama seguinte representa as localidades num raio de 12 km ao redor de Nanakuli.